# لعبة شغف
شغف اللعبة (بالإنجليزية: Passion Play)‏ هو فيلم دراما أُصدر في الولايات المتحدة سنة 2010. الفيلم من إخراج ميتش غلازر وبطولة ميكي رورك، ميغان فوكس وبيل موري.

## طاقم التمثيل
- ميكي رورك
- ميغان فوكس
- بيل موري
- كيلي لينش
- ريهس لفان
- روبار ويزدم
- روري كوشرن
- برايان دويل-موران
- جيمي سكوت

## القصة
ملاك تحت تهديد من العصابات الوحشية يتم إنقاذه من قبل لاعب البوق عن طريق الصدفة.

## الميزانية والإيرادات
بلغت تكلفة إنتاج الفيلم حوالي 15 مليون دولار بينما حقق أرباحا تقدر بـ 3669 دولار.

## وصلات خارجية
- لعبة شغف على موقع IMDb (الإنجليزية)
- لعبة شغف على موقع ميتاكريتيك (الإنجليزية)
- لعبة شغف على موقع الموسوعة البريطانية (الإنجليزية)
- لعبة شغف على موقع روتن توميتوز (الإنجليزية)
- لعبة شغف على موقع نتفليكس (الإنجليزية)
- لعبة شغف على موقع قاعدة بيانات الأفلام العربية
- لعبة شغف على موقع ألو سيني (الفرنسية)
- لعبة شغف على موقع Turner Classic Movies (الإنجليزية)
- لعبة شغف على موقع أول موفي (الإنجليزية)
- لعبة شغف على موقع بوكس أوفيس موجو (الإنجليزية)